# František Šťastný
František Šťastný (Kochánek, 12 de noviembre de 1927 - Praga, 8 de abril de 2000) fue un piloto de motociclismo checoslovaco, que compitió en el Campeonato del Mundo de Motociclismo, desde 1956 hasta 1969.

## Biografía

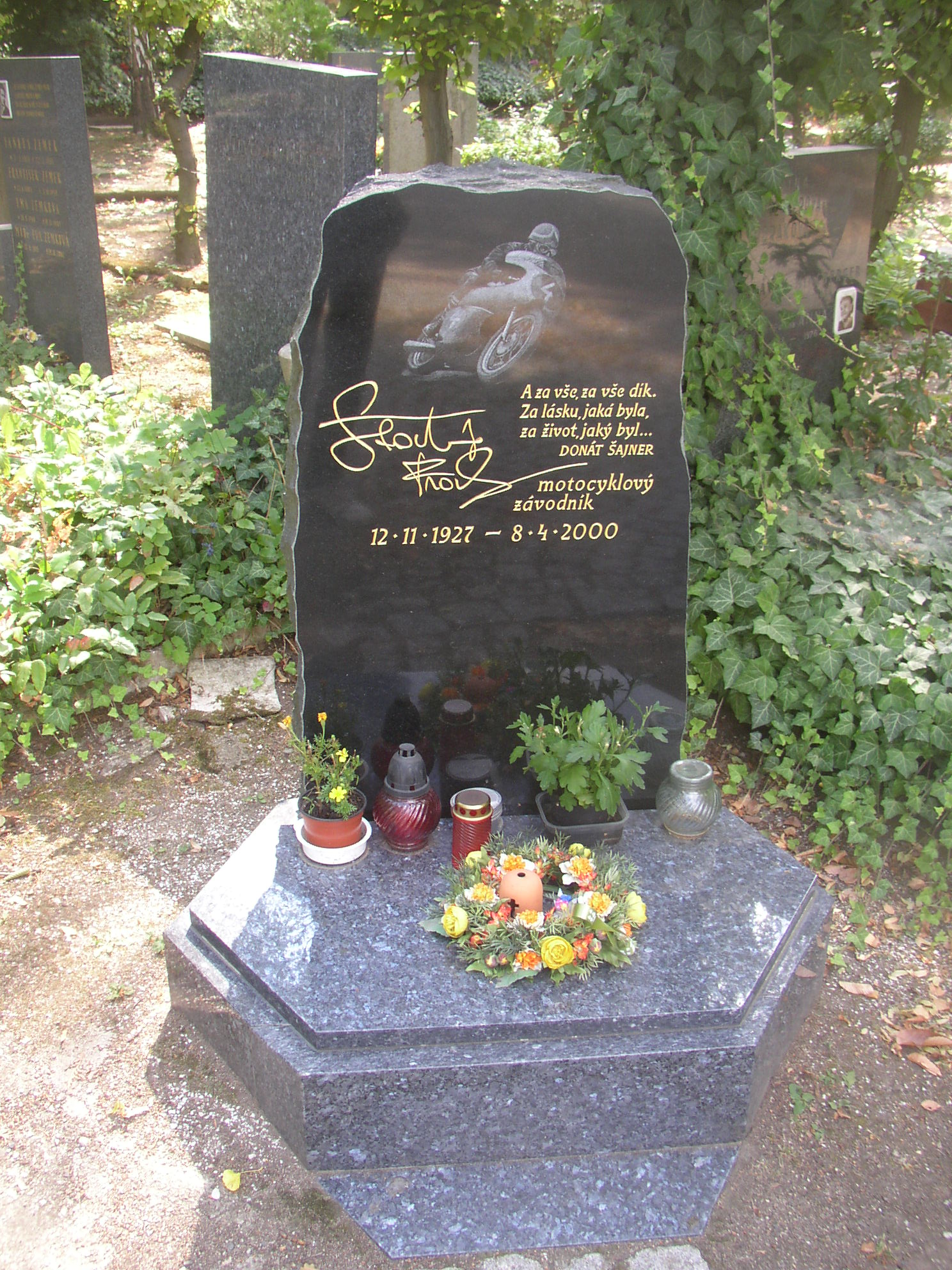
La tumba del piloto

Después de haber iniciado su carrera como ciclista, su primera carrera motociclística ocurrió en 1947 con su DKW. Comenzó a darse a conocer en el mundo de las carreras después de participar en el GP de Checoslovaquia de 1952 (prueba aún no válida para el Campeonato del Mundo de Motociclismo y en la que ganaría 8 veces más tarde) montando una Norton privada, alcanzando el séptimo lugar y obteniendo un contrato al final del año como conductor oficial de Jawa.
Desde ese momento, comenzó una unión que duró hasta el final de su carrera y se desarrolló en varias categorías desde 250 hasta 500cc. A partir de 1957 también comenzó su participación en el campeonato mundial. Su primera victoria sería en el Gran Premio de Alemania de Motociclismo de 1961 en la carrera de 350cc.
Su palmarés en el Mundial se salda con cuatro victorias en Grandes Premios y 16 podios. Su mejor posición fue en 1961 obtuvo su mejor resultado de la temporada proclamándose subacampeón del Mundial de 350 por detrás de Gary Hocking. A su palmarés también se le deba añadir los 5 títulos nacionales checos obtenidos entre 1956 y 1965.
Después de su retirada de las competiciones, se dedicó a la actividad de comentarista de televisión para la televisión estatal. Murió el 8 de abril del 2000 a la edad de 73 años.

## Resultados en el Mundial de Velocidad
Sistema de puntuación desde 1950 hasta 1968:
Sistema de puntuación desde 1950 hasta 1968:
| Posición | 1.º | 2.º | 3.º | 4.º | 5.º | 6.º |
| Puntos   | 8   | 6   | 4   | 3   | 2   | 1   |

Sistema de puntuación desde 1969 hasta 1987:
Sistema de puntuación desde 1969 hasta 1987:
| Posición | 1.º | 2.º | 3.º | 4.º | 5.º | 6.º | 7.º | 8.º | 9.º | 10.º |
| Puntos   | 15  | 12  | 10  | 8   | 6   | 5   | 4   | 3   | 2   | 1    |

(Carreras en negrita indica pole position, carreras en cursiva indica vuelta rápida)
| Año  | Cat.  | Moto   | 1     | 2       | 3       | 4       | 5       | 6       | 7       | 8       | 9       | 10     | 11      | 12    | 13      | Pts. | Pos. |
| ---- | ----- | ------ | ----- | ------- | ------- | ------- | ------- | ------- | ------- | ------- | ------- | ------ | ------- | ----- | ------- | ---- | ---- |
| 1956 | 500cc | Jawa   | IOM - | NED Ret | BEL -   | GER -   | ULS -   | NAT -   |         |         |         |        |         |       |         | 0    | -    |
| 1957 | 250cc | Jawa   | GER - | IOM 12  | NED 5   | BEL -   | ULS -   | NAT -   |         |         |         |        |         |       |         | 2    | 16.º |
| 1957 | 350cc | Jawa   | GER - | IOM -   | NED -   | BEL Ret | ULS -   | NAT -   |         |         |         |        |         |       |         | 0    | -    |
| 1958 | 350cc | Jawa   | IOM - | NED -   | BEL 12  | GER -   | SWE -   | ULS -   | NAT -   |         |         |        |         |       |         | 0    | -    |
| 1959 | 250cc | Jawa   |       | IOM -   | GER -   | NED 9   |         | SWE -   | ULS -   | NAT -   |         |        |         |       |         | 0    | -    |
| 1959 | 350cc | Jawa   | FRA - | IOM -   | GER -   |         |         | SWE -   | ULS -   | NAT Ret |         |        |         |       |         | 0    | -    |
| 1960 | 250cc | Jawa   |       | IOM -   | NED Ret | BEL -   | GER -   | ULS -   | NAT 8   |         |         |        |         |       |         | 0    | -    |
| 1960 | 350cc | Jawa   | FRA 2 | IOM -   | NED Ret |         |         | ULS -   | NAT 2   |         |         |        |         |       |         | 12   | 4.º  |
| 1961 | 125cc | MZ     | ESP - | GER -   | FRA -   | IOM -   | NED -   | BEL -   | RDA -   | ULS Ret | NAT -   | SWE -  | ARG -   |       |         | 0    | -    |
| 1961 | 250cc | Jawa   | ESP - | GER -   | FRA -   | IOM -   | NED 5   | BEL -   | RDA -   | ULS 7   | NAT 5   | SWE 5  | ARG -   |       |         | 6    | 11.º |
| 1961 | 350cc | Jawa   |       | GER 1   |         | IOM 4   | NED 3   | BEL 2   |         | ULS 3   | NAT Ret | SWE 1  |         |       |         | 26   | 2.º  |
| 1962 | 350cc | Jawa   | IOM 3 | NED 4   |         | ULS 2   | RDA Ret | NAT 4   | FIN Ret |         |         |        |         |       |         | 16   | 4.º  |
| 1962 | 500cc | Jawa   | IOM - | NED 8   | BEL -   | ULS Ret | RDA 4   | NAT Ret | FIN 3   | ARG -   |         |        |         |       |         | 7    | 9.º  |
| 1963 | 350cc | Jawa   |       | GER Ret | IOM 3   | NED 4   |         | ULS -   | RDA -   | FIN -   | NAT -   |        |         |       |         | 7    | 5.º  |
| 1963 | 500cc | Jawa   |       |         | IOM Ret | NED Ret | BEL -   | ULS -   | RDA -   | FIN -   | NAT -   | ARG -  |         |       |         | 0    | -    |
| 1964 | 350cc | Jawa   |       |         |         | IOM Ret | NED 10  |         | GER -   | RDA -   | ULS -   | FIN -  | NAT -   | JAP - |         | 0    | -    |
| 1964 | 500cc | Jawa   | USA - |         |         | IOM -   | NED 11  | BEL -   | GER -   | RDA -   | ULS -   | FIN -  | NAT -   |       |         | 0    | -    |
| 1965 | 250cc | Jawa   | USA - | GER -   | ESP -   | FRA -   | IOM 5   | NED -   | BEL -   | RDA 4   | CZE 6   | ULS -  | FIN Ret | NAT 5 | JPN Ret | 8    | 11.º |
| 1965 | 350cc | Jawa   |       | GER Ret |         |         | IOM Ret | NED -   |         | RDA 4   | CZE 8   | ULS 1  | FIN Ret | NAT 4 | JPN Ret | 14   | 6.º  |
| 1965 | 500cc | Jawa   | USA - | GER -   |         |         | IOM Ret | NED -   | BEL -   | RDA -   | CZE 6   | ULS -  | FIN 8   | NAT 3 |         | 5    | 10.º |
| 1966 | 250cc | Jawa   | ESP - | GER 5   | FRA -   | NED 8   | BEL -   | RDA 6   | CZE 6   | FIN 3   | ULS -   | IOM 4  | NAT 8   | JPN - |         | 11   | 8.º  |
| 1966 | 350cc | Jawa   |       | GER 7   | FRA -   | NED 6   |         | RDA 2   | CZE 4   | FIN 6   | ULS Ret | IOM 9  | NAT 5   | JPN - |         | 13   | 4.º  |
| 1966 | 500cc | Jawa   |       | GER -   |         | NED 3   | BEL Ret | RDA 1   | CZE Ret | FIN Ret | ULS 3   | IOM 6  | NAT Ret |       |         | 17   | 4.º  |
| 1967 | 350cc | Jawa   |       | GER -   |         | IOM -   | NED Ret |         | RDA 9   | CZE 8   |         | ULS -  | NAT -   | CAN - |         | 0    | -    |
| 1968 | 250cc | ČZ     | GER - | ESP -   | IOM -   | NED 15  | BEL 10  | RDA 10  | CZE -   | FIN -   | ULS     | NAT -  |         |       |         | 0    | -    |
| 1968 | 350cc | Jawa   | GER - |         | IOM -   | NED -   |         | RDA -   | CZE 3   |         | ULS 4   | NAT 6  |         |       |         | 8    | 7.º  |
| 1969 | 250cc | Jawa   | ESP - | GER 10  | FRA -   | IOM 8   | NED 18  | BEL 16  | RDA -   | CZE -   | FIN -   | ULS 10 | NAT -   | YUG - |         | 5    | 32.º |
| 1969 | 350cc | Yamaha | ESP - | GER 3   |         | IOM Ret | NED Ret |         | RDA -   | CZE -   | FIN -   | ULS 5  | NAT -   | YUG 3 |         | 26   | 9.º  |